# Wilhelmina Lagerholm
Wilhelmina Lagerholm, nata Wilhelmina Catharina Lagerholm (Örebro, 25 marzo 1826 – Stoccolma, 19 giugno 1917), è stata una pittrice e fotografa svedese.

## Biografia
Le notizie pervenute sulla sua vita e sulla sua attività sono molto poche. Figlia del geometra Nils Fredrik Wilhelm e di Anna Elisabeth Ekman, studiò arte a Stoccolma, Parigi e Düsseldorf, diventando un'abile ritrattista.
Dal 1859 ricevette lezioni private a Düsseldorf dal suo connazionale Ferdinand Fagerlin, che in precedenza aveva lavorato nell'atelier parigino di Couture. In quella città prese lezioni anche dal ritrattista Karl Ferdinand Sohn.
Non sappiamo dove e come abbia imparato a fotografare. Aprì il proprio atelier fotografico ad Örebro dal 1862 al 1971, quando decise di trasferirsi a Stoccolma abbandonando la fotografia per mettere in pratica le sue abilità di ritrattista in pittura. Nel 1871 divenne membro dell'Accademia reale svedese delle arti.
È ricordata come una delle prime fotografe professioniste svedesi insieme a Emma Schenson a Uppsala, Hilda Sjölin a Malmö e Rosalie Sjöman a Stoccolma.

## Galleria d'immagini

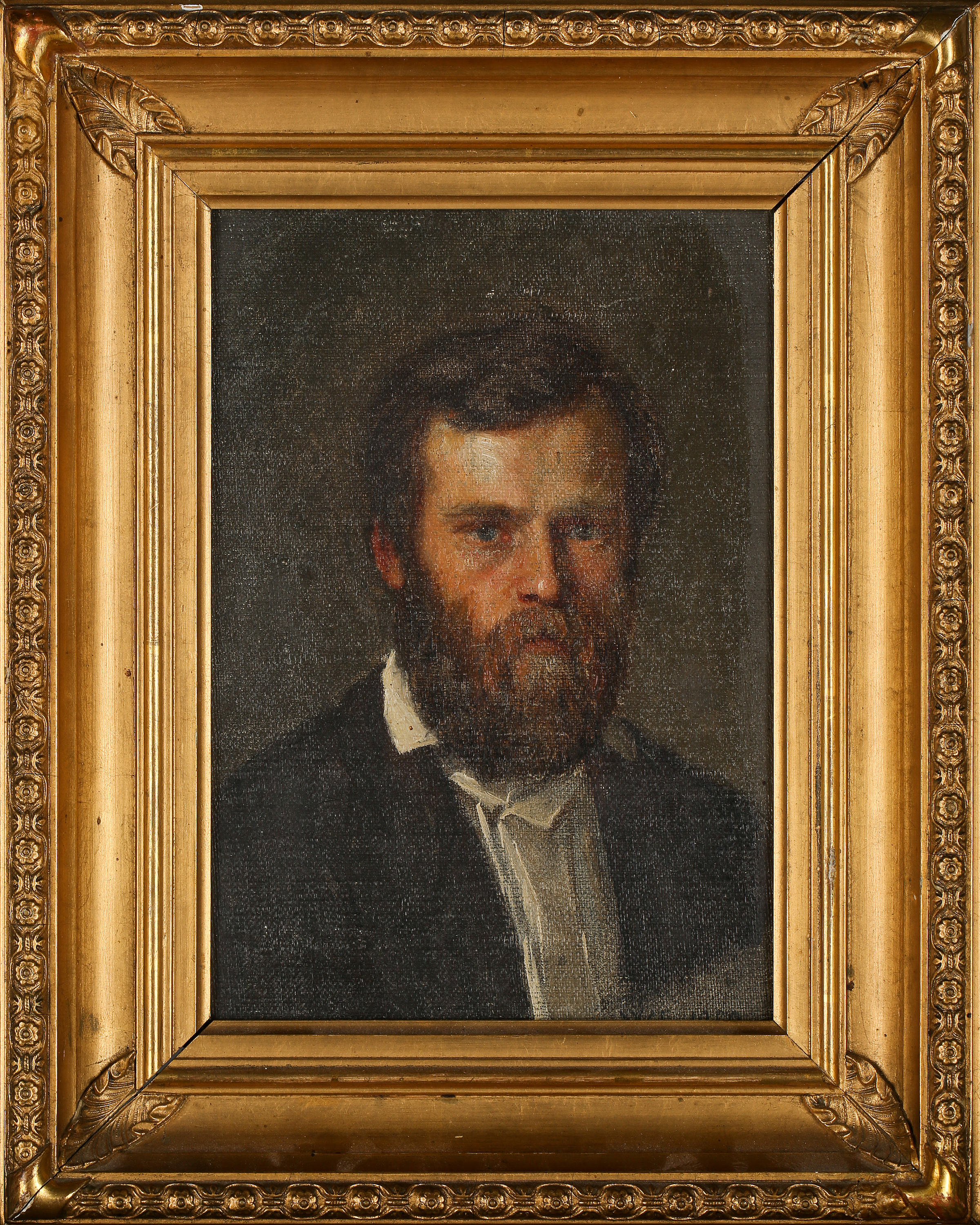
Ritratto di ignoto, 1859
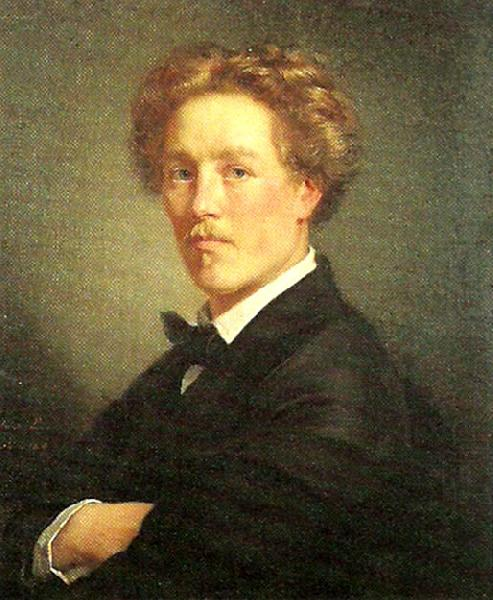
Ritratto ad olio del prof. August Malmström, Parigi, 1859
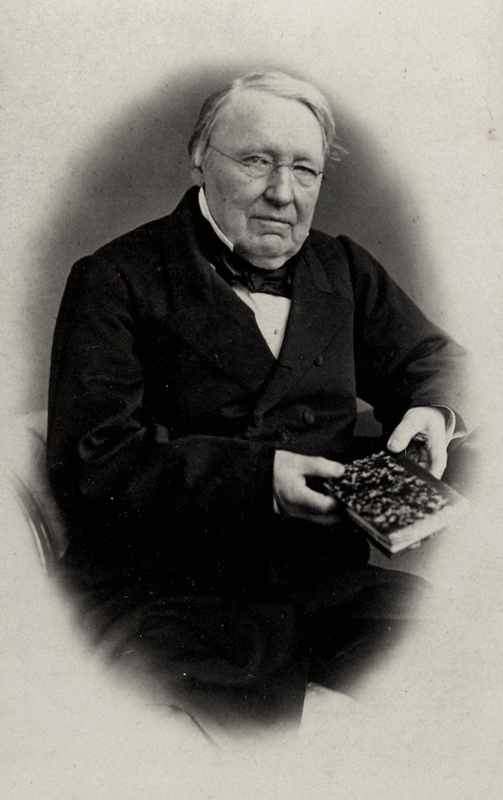
Ritratto del pedagogo Otto Joel Gumaelius, 1862-65
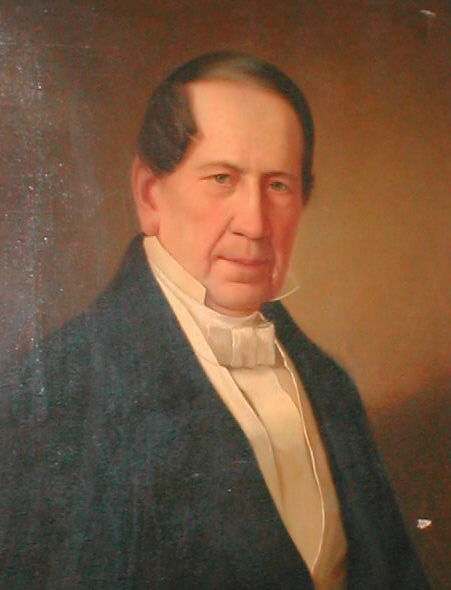
Ritratto del produttore di sapone e candele Lars Montén, prima del 1872
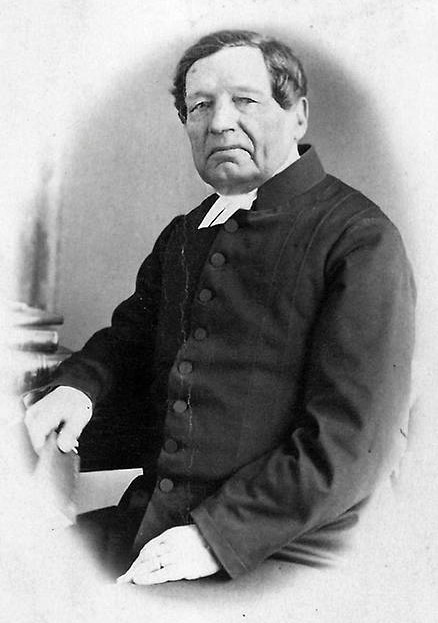
Ritratto del presbitero e scrittore Gustav Wilhelm Gumaelius, 1877
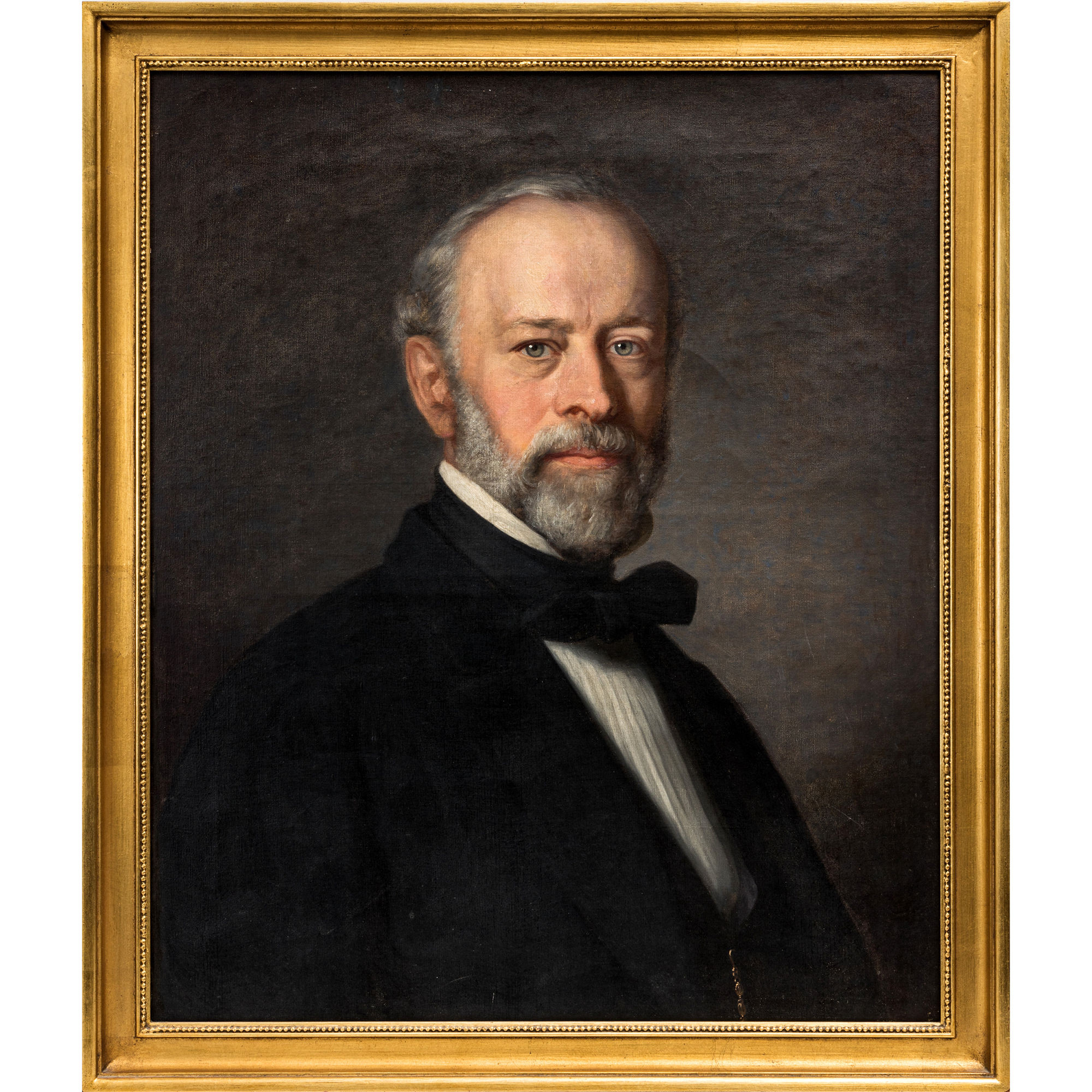
Ritratto del chirurgo Carl Gustaf Santesson, 1899
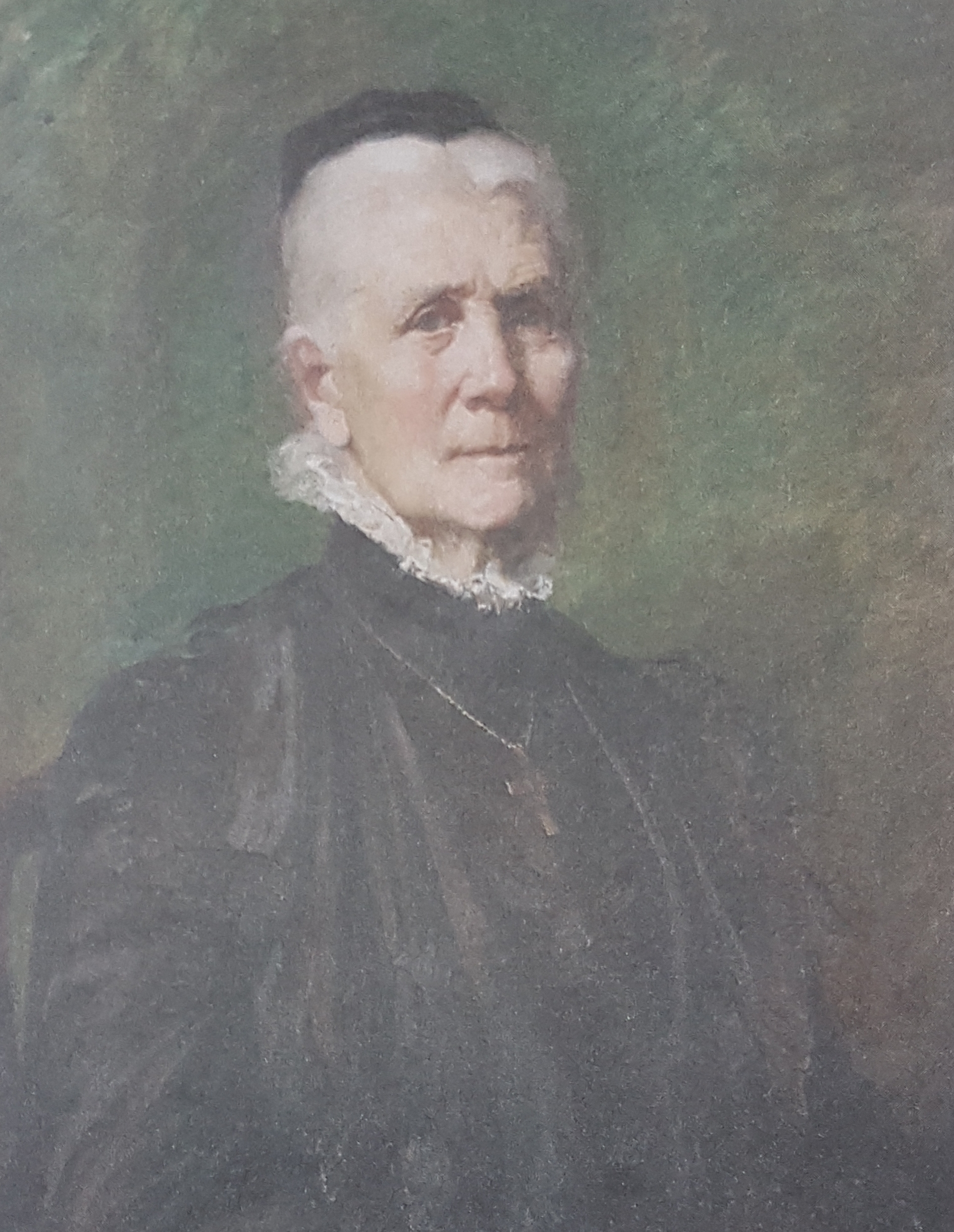
Ritratto della pittrice Endis Bergström, 1908
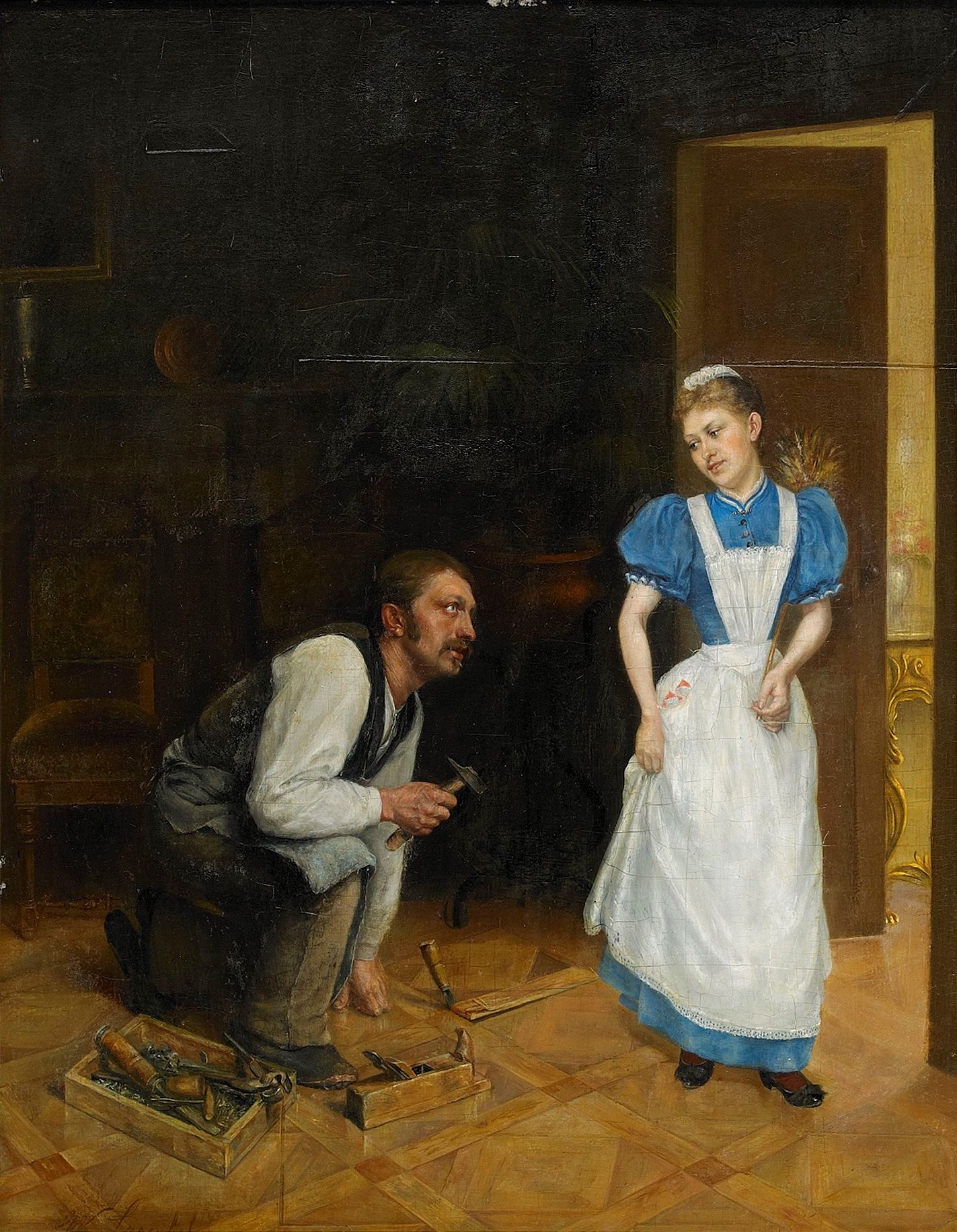
Il falegname e la cameriera, data ignota